# نوفا ريسيندي
نوفا ريسيندي بلدية في ولاية ميناس جيرايس في المنطقة الجنوبية الشرقية من البرازيل.